# Alfred Dörffel
Alfred Dörffel, född 24 januari 1821 i Waldenburg, Sachsen, död 22 januari 1905 i Leipzig, var en tysk musikskriftställare.
Dörffel var musikbibliotekarie vid Leipzigs stadsbibliotek 1878–1904. Han redigerade klassikereditioner för musikförläggarna Breitkopf & Härtel och Carl Friedrich Peters, utgav tematiska kataloger över Johann Sebastian Bachs och Robert Schumanns verk samt författade bland annat Führer durch die musikalische Welt (1868). Han blev 1885 filosofie hedersdoktor vid Leipzigs universitet.